# Sylvia Townsend Warner
Sylvia Townsend Warner (Harrow on the Hill, 6 dicembre 1893 – 1º maggio 1978) è stata una scrittrice e poetessa inglese.
Da giovane ha anche dato un contributo alla musicologia.

## Biografia
Sylvia Nora Townsend Warner nacque a Harrow on the Hill, Middlesex, l'unica figlia di George Townsend Warner e sua moglie Eleanor "Nora" Mary (nata Hudleston). Suo padre era un maestro di casa alla Harrow School e fu per molti anni associato al prestigioso Harrow History Prize, che fu ribattezzato Townsend Warner History Prize in suo onore, dopo la sua morte nel 1916. Da bambina Townsend Warner era istruita in casa da suo padre. Ha goduto di un'infanzia apparentemente idilliaca nel Devonshire rurale, ma è stata fortemente influenzata dalla morte del padre. Si è trasferita a Londra e ha lavorato in una fabbrica di munizioni allo scoppio della prima guerra mondiale.
Il suo primo grande successo fu il romanzo Lolly Willowes. Nel 1923 incontrò T. F. Powys, la cui scrittura influenzò la sua e il cui lavoro lei a sua volta incoraggiò. Fu a casa di Powys che nel 1930 la Warner incontrò per la prima volta Valentine Ackland, una giovane poetessa: le due donne si innamorarono e si stabilirono a Frome Vauchurch, nel Dorset. Allarmate dalla crescente minaccia del fascismo, furono attive nel Partito Comunista di Gran Bretagna.
Ha partecipato al II Congresso Internazionale degli Scrittori per la Difesa della Cultura, tenutosi a Valencia tra il 4 e il 17 luglio 1937,  mentre serviva nella Croce Rossa durante la guerra civile spagnola. Hanno vissuto insieme dal 1930 fino alla morte di Ackland nel 1969. Ackland e Warner sono sepolte insieme a St Nicholas, Chaldon Herring, Dorset.

## Opere
- 1926 -  Lolly Willowes o l'amoroso cacciatore, traduzione Grazia Gatti, Milano: Adelphi editore, collana Biblioteca Adelphi, 1990
- 1929 -   The True Heart -  Il cuore vero, traduzione Laura Noulian, Milano: Adelphi editore, collana Biblioteca Adelphi, 2019